# Bozner Stadtbuch

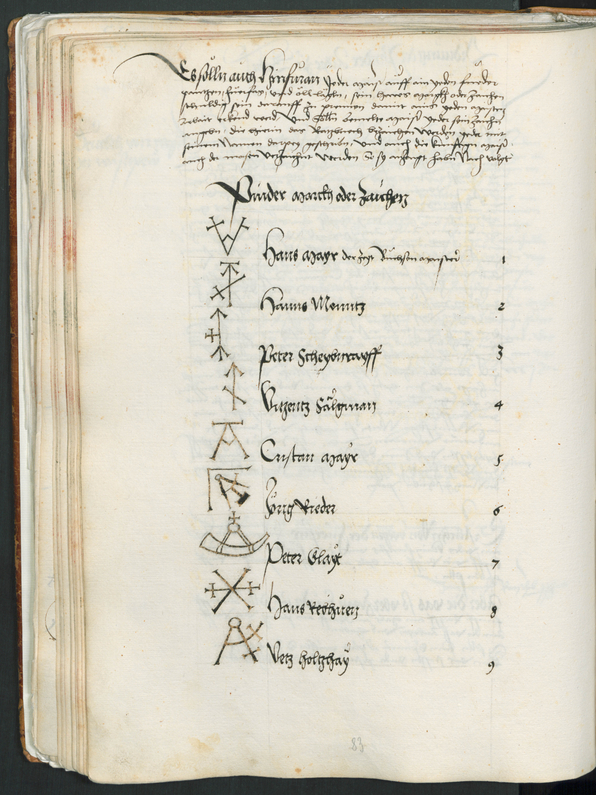
Bozner Stadtbuch, fol. 64v: Brandzeichen der Bozner Küfer (Fassbinder) aus dem Jahr 1518

Das Bozner Stadtbuch ist ein im Jahr 1472 von Bürgermeister Konrad Lerhueber angelegtes und bis zum Jahr 1525 reichendes kommunales Amts- und Privilegienbuch der Stadt Bozen. Es ist mit dem Bozner Stadtrecht ein wichtiges Zeugnis urbaner Rechtssicherungs- und Verschriftlichungspraxis.
Die in frühneuhochdeutscher Sprache abgefasste Sammelhandschrift entspricht mit ihrem Mischcharakter dem Typus des Stadtbuchs und ist ein eindrucksvolles Zeugnis des frühen kommunalen Verfassungsrechts. Sie wird unter den Beständen des Stadtarchivs Bozen verwahrt und eröffnet als Hs. 140 die Reihe der vom späten 15. bis zum ausgehenden 18. Jahrhundert geführten städtischen Kopialbücher. Die Eintragungen von wechselnden Händen wurden Mitte Januar 1472 unter Bürgermeister Lerhueber (Lerhuber) begonnen und endeten bezeichnenderweise mit einem Amtsrechnungsabschluss von 1525, dem Jahr der Bauernrevolte im Tiroler Raum.
Das Stadtbuch umfasst 211 Blätter und ist in braunes Leder gebunden. Das Großfolioband wird, nach einem unvollständigen alfabetischen Inhaltsverzeichnis (fol. 1a–15a) und der Anführung von Zolltarifsätzen (fol. 17a) mit einem programmatischen Text eröffnet:
Sodann enthält die Handschrift neben Privilegienkopien Jahresschlussrechnungen der Bürgermeister und diverser städtischer Ämter und Behörden (Bau- und Brückenmeister, Wasserschreiber, Kirchenpfleger) und ist das einzige vor 1550 zurückgehende erhaltene Kopialbuch der Stadt.
Drei Hauptgruppen von Eintragungen lassen sich unterscheiden:

1) Privilegien, die die Stadt von der Mitte des 14. bis ins frühe 16. Jahrhundert von den habsburgisch-tirolischen Landesfürsten erhalten hat;

2) Satzungen und Rechtsordnungen (normative Texte);

3) Abrechnungen städtischer Ämter und Behörden in verkürzter Form (protokollarische Zweitüberlieferungen).
Mit dem Krisenjahren 1525/26 wurde in Bozen das mit der Stadtbuchaufzeichnung geübte Prinzip gänzlich zugunsten einer Sachaktenführung mit getrennter Registerbildung aufgegeben, und man rückte auch angesichts der rasch fortschreitenden Komplexitätssteigerung der städtischen Lebenswelt im 16. Jahrhundert vom allzu statischen Charakter des Einzelbuches ab. Dennoch erwies sich der der durch das Stadtbuch angestrebte Aspekt umfassender Rechtssicherung als dauerhaft: Die Kodifikation sicherte dem Stadtrat über lange Zeit eine bessere Kontrolle über den Hoheitsbereich der Territorialstadt. „Obwohl sich die innovativen Leistungen des Bozner Stadtbuchs als eher gering ausnehmen, erscheint es jedoch unter dem Gesichtspunkt von Schriftgebrauch und Herrschaftswissen als wichtige ‚Schnittstelle‘ für die Ordnung, Speicherung und Tradierung schriftlich festzuhaltender und festgehaltener Information, die den raschen Zugriff zum gesuchten Wortlaut der wichtigsten Stadtrechtsquellen auch heute noch gewährleistet.“